# Paramyiolia takeuchii
Paramyiolia takeuchii är en tvåvingeart som beskrevs av Tokuichi Shiraki 1933. Paramyiolia takeuchii ingår i släktet Paramyiolia och familjen borrflugor. Inga underarter finns listade i Catalogue of Life.